# Charoides obliquefasciata
Charoides obliquefasciata là một loài bọ cánh cứng trong họ Cerambycidae.